# 4113 Rascana
A 4113 Rascana (ideiglenes jelöléssel 1982 BQ) a Naprendszer kisbolygóövében található aszteroida. Edward L. G. Bowell fedezte fel 1982. január 18-án.